# Ішгум-Адду
Ішгум-Адду (Ішгум-Адад, Ішгум-Даган) (аккад. 𒅖𒄣𒀭𒅎; д/н — бл. 2127 до н. е.) — шаканаку (військовий намісник) Марі в 2135—2127 роках до н. е.

## Життєпис
Син шаканаку Іштуп-Ілума. Успадкував його посаду. В цей час занепадає Друга династія Лагаша і починається боротьба за владу в Шумері. Намагався триматися осторонь військових дій та конфліктів з сусідніми містами. Завдяки цьому зміцнив політичну, військову і економічну потугу Марі, яке за час його панування фактично стало незалежним містом-державою.
Йому спадкував син Апілкін.